# Bram de Groot
Bram de Groot (Alkmaar, 18 de diciembre de 1974) es un ciclista neerlandés. Profesional de 1999 a 2009, efectuó la totalidad de su carrera en el equipo Rabobank. Fue principalmente un gregario para los grandes líderes de su equipo. Participó en las victorias de su compañero Denis Menchov en la Vuelta a España 2005 y el Giro de Italia 2009. Ha ganado una etapa en la Volta a Cataluña en 2003, la Uniqa Classic y el Delta Profronde en 2005.

## Biografía
Bram de Groot se convirtió en profesional en 1999 con el equipo neerlandés Rabobank. Destacó, y no por méritos propios, en la 12.ª etapa del Tour de Francia 2001 al caer duramente en el descenso del Col de Jau.
Eternamente combativo, logró varios puestos de honor, terminando quinto en el Giro del Piamonte en 2002, aunque tuvo que esperar al Tour del Mediterráneo de 2003 para lograr su primera victoria al lograr la primera etapa, al ganarla por delante de sus compañeros de escapada. Porta tres días el maillot de líder de la carrera, que finalmente le arrebató Paolo Bettini, y terminó cuarto en la carrera. Unas semanas más tarde, terminó cuarto de nuevo en la Clásica de Almería. Una vez más se escapó en la segunda etapa de la Vuelta a Cataluña en junio y ganó su segunda victoria. En el Tour de Francia de ese año, se escapó en varias ocasiones pero sin éxito. En particular en la 10.ª etapa, donde se escapó con Jakob Piil y Fabio Sacchi terminando tercero en Marsella. Dos días más tarde, después de un día de descanso, fue ganado de nuevo por su compañero de escapada, Juan Antonio Flecha, y terminó segundo.
En febrero de 2004 estuvo cerca de ganar en el Trofeo Calviá, solo superado por Unai Etxebarria. Tuvo que esperar a 2005 para ganar su primera carrera de un día, el Delta Profronde. El mismo año ganó en la Uniqa Classic superando a Murilo Fischer en la última etapa.
Puso fin a su carrera en 2009, a los 34 años, después de que el equipo Rabobank no le renovase el contrato.

## Palmarés
2003
- 1 etapa del Tour del Mediterráneo
- 1 etapa de la Volta a Cataluña

2005
- Uniqa Classic
- Delta Profronde

## Resultados en Grandes Vueltas y Campeonatos del Mundo

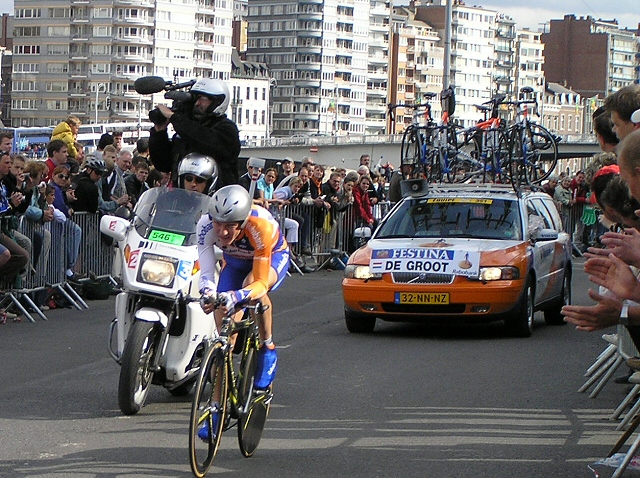
Bram de Groot en 2004

| Carrera         | Carrera         | 1999 | 2000 | 2001 | 2002  | 2003  | 2004  | 2005 | 2006 | 2007  | 2008  | 2009  |
| --------------- | --------------- | ---- | ---- | ---- | ----- | ----- | ----- | ---- | ---- | ----- | ----- | ----- |
|                 | Giro de Italia  | —    | —    | —    | —     | —     | —     | —    | —    | —     | 120.º | 153.º |
|                 | Tour de Francia | —    | —    | Ab.  | 133.º | 99.º  | 111.º | —    | Ab.  | 134.º | —     | —     |
|                 | Vuelta a España | 69.º | —    | —    | —     | —     | —     | 68.º | —    | —     | —     | —     |
| Mundial en Ruta | Mundial en Ruta | —    | —    | Ab.  | —     | 106.º | Ab.   | —    | Ab.  | —     | —     | —     |

―: no participa

Ab.: abandono